# Malatia/Non partir
Malatia/Non partir è il primo singolo discografico della cantante italiana Mina, pubblicato nel dicembre 1958.

## Descrizione
Il disco contiene due cover di brani italiani interpretati da Mina col suo nome italiano e venne pubblicato dall'etichetta discografica Italdisc (quando interpretava brani stranieri invece usava lo pseudonimo Baby Gate e venivano pubblicati da un'altra etichetta, la Broadway). Entrambe le etichette erano state fondate, poco tempo prima e quasi contemporaneamente, dal discografico Davide Matalon. Proprio Matalon, che aveva ascoltato la cantante con il suo primo complesso, gli Happy Boys, esibirsi nella provincia mantovana in una serata verso la fine dell'estate del 1958, propose a Mina di incidere questi primi brani.
Il maestro Nino Donzelli cura gli arrangiamenti e accompagna la cantante con gli Happy Boys, gruppo di cui era fondatore, in entrambe le canzoni. Secondo la sua testimonianza, all'incisione partecipò anche il maestro Giusto Pio al violino.

## Tracce
Lato A
1. Malatia – 2:55 (Armando Romeo; edizioni musicali Radiofilmusica)

Lato B
1. Non partir – 2:07 (testo: Alfredo Bracchi – musica: Giovanni D'Anzi; edizioni musicali Curci)

## Copertina
Vi è una foto di Mina che canta.

## Accoglienza
Nei primi mesi del 1959 supera le 100 000 copie vendute.
Tutti i singoli ufficiali dal 1958 al 1963 di Mina/Baby Gate sono stati raccolti, in ordine cronologico di pubblicazione, in un'antologia in 6 CD pubblicata nel 2010. Questi brani sono contenuti nel primo dei due volumi intitolato: Ritratto: I singoli Vol. 1. Come tutte le raccolte, anche questa è stata rimossa nel 2012 dalla discografia ufficiale in seguito alla revisione del sito dell'artista.

## Brani

### Malatia
La canzone, scritta e interpretata da Armando Romeo nel 1957, ebbe inizialmente una limitata risonanza locale. Nell'autunno dell'anno seguente, però è ripresa da Peppino Di Capri ('mbraccio a mme/Malatia), che inserisce nel testo napoletano anche l'inciso tradotto in inglese e aggiunge una moderna sezione ritmica (in particolare l'assolo di sax tenore), mantenendo immutate atmosfera e linea melodica. Con questi accorgimenti il brano raggiunge il ventesimo posto nella classifica settimanale dei singoli più venduti in Italia tra la fine del 1959 e l'inizio del 1960 e diventa in breve tempo un classico da night e piano-bar, nonché uno dei più richiesti del repertorio dello stesso Di Capri.
La versione di Mina, incisa meno di due mesi dopo, non avrà tuttavia lo stesso riscontro, ma sarà riproposta dalla cantante nell'album ufficiale Mina canta Napoli del 1966 (LP compilation che contiene 6 canzoni napoletane incise nel periodo di contratto con Italdisc) ed ancor prima in lingua francese, con testo di Pierre Delanoë e titolo Toi tu sais que je t'aime, nel 1960.
Nel 1962 anche Bernard Hilda incide la versione in francese, reperibile nella raccolta eponima Bernard Hilda, pubblicata in Spagna nel 2017 dall'etichetta Calle Mayor.
L'esecuzione di Mina in napoletano compare su CD nella raccolta Mina ...Di baci, pubblicata nel 1993 dalla Raro! Records. Nel 2003, Mina ricanta e pubblica ufficialmente una nuova versione del brano sul CD singolo Napoli terzo estratto inserito nel cofanetto Napoli primo, secondo e terzo estratto.

### Non partir
Composta nel 1938, fu adattata per la voce di Alberto Rabagliati, che pur essendo il primo a cantarla non sembrò mai amarla molto. Raggiunse il successo di grande pubblico solo vent'anni più tardi, sul finire del 1958, grazie alle due versioni coeve di Fred Buscaglione e Tony Dallara. La prima giunse all'ottava posizione nella classifica settimanale dei singoli tra il 1958 e il 1959, la seconda, addirittura e quasi contemporaneamente, al 5º posto.
Il brano è stato inserito in diverse raccolte, ormai non più ufficiali: Mina Gold 2 (1999), Una Mina d'amore (2004) e Mina ...Di baci (1993).